# Kalkkuppenlandschaft zwischen Wachendorf und Pesch
Koordinaten: 50° 32′ 51″ N, 6° 41′ 46″ O

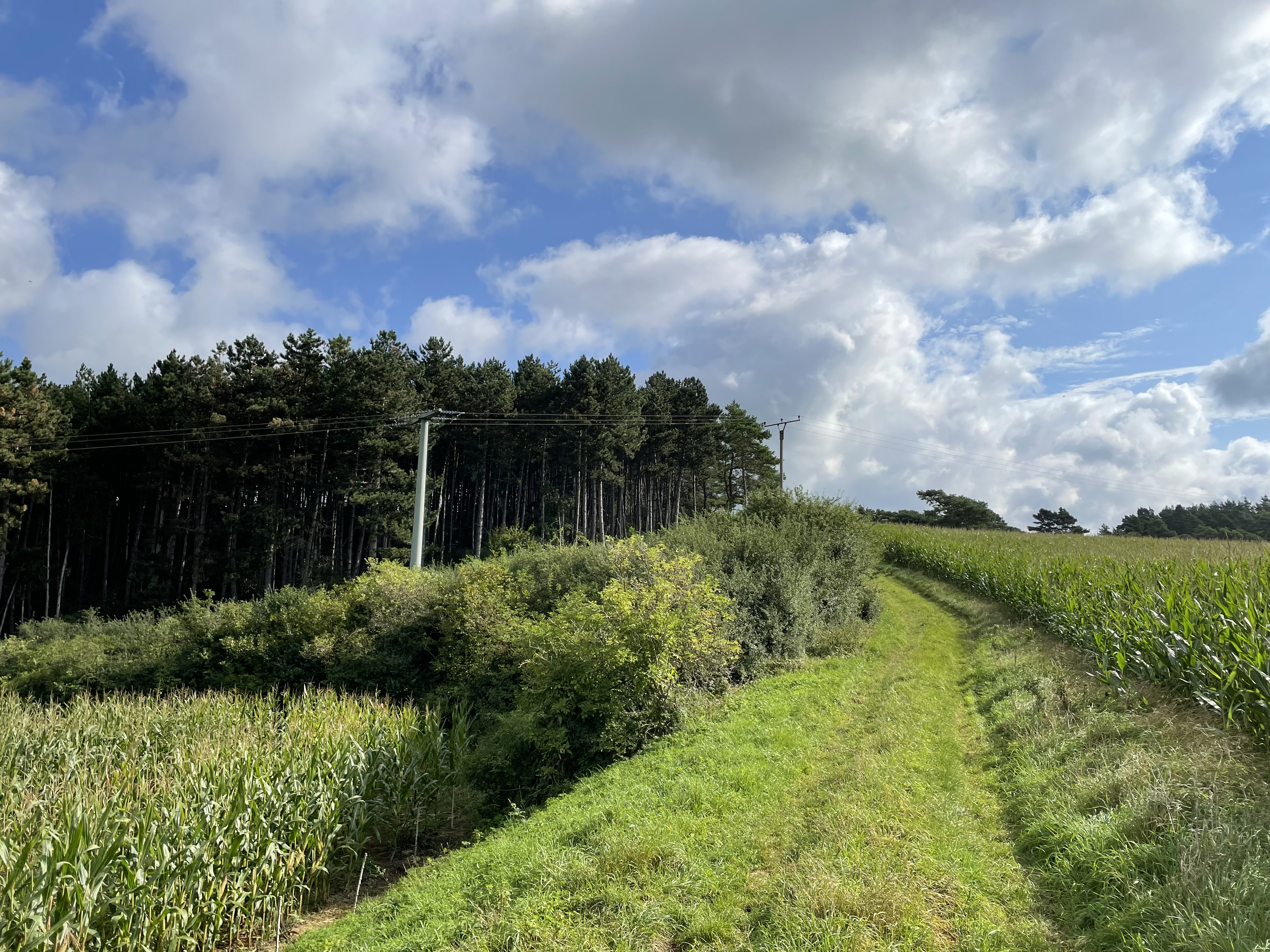
Blick ins NSG

Das Naturschutzgebiet Kalkkuppenlandschaft zwischen Wachendorf und Pesch liegt auf dem Gebiet der Stadt Mechernich im Kreis Euskirchen in Nordrhein-Westfalen.
Das aus elf Teilflächen bestehende Gebiet erstreckt sich südöstlich der Kernstadt Mechernich zu beiden Seiten der Landesstraße L 165 zwischen dem Mechernicher Stadtteil Wachendorf im Norden und dem Nettersheimer Ortsteil Pesch im Süden. Westlich des Gebietes verläuft die A 1
, östlich erstreckt sich das 636,1 ha große Naturschutzgebiet Eschweiler Tal und Kalkkuppen.

## Bedeutung
Das etwa 90,9 ha große Gebiet wurde im Jahr 2004 unter der Schlüsselnummer EU-130 unter Naturschutz gestellt. Schutzziele sind
- die Erhaltung eines reich strukturierten Landschaftsteiles mit ausgedehnten Kalk-Halbtrockenrasen,
- Schutz und Erhaltung von thermophilen Waldbeständen,
- Erhaltung und Optimierung eines heckenreichen Grünlandes.
- die Erhaltung der großen Artenvielfalt und
- die Erhaltung der bedeutenden Funktion im Rahmen des Biotopverbundes.[2]